# Vaccino anti COVID-19 Moderna
Il vaccino anti COVID-19 Moderna, nome in codice mRNA-1273 o CX-024414, commercializzato come Spikevax, è un vaccino a mRNA contro la COVID-19 sviluppato dal National Institute of Allergy and Infectious Diseases, dalla Biomedical Advanced Research and Development Authority e dall'azienda statunitense Moderna.
Il 7 aprile 2021 l'azienda farmaceutica comunica che gli anticorpi indotti dal vaccino anti-COVID-19 persistono sei mesi dopo la seconda dose del vaccino. Lo studio ha analizzato 33 adulti sani che hanno partecipato allo studio di fase 1 guidato dal National Institutes of Health (NIH) sul vaccino di Moderna.

## Sviluppo
Nel gennaio 2020, Moderna ha annunciato lo sviluppo di un vaccino a RNA per sviluppare l'immunità al SARS-CoV-2.

La tecnologia utilizzata da Moderna per il vaccino consiste in un composto di RNA messaggero modificato con nucleotidi (modRNA), chiamato mRNA-1273. Il sistema di somministrazione del mRNA-1273 utilizza un sistema di rilascio del farmaco con nanoparticelle lipidiche.

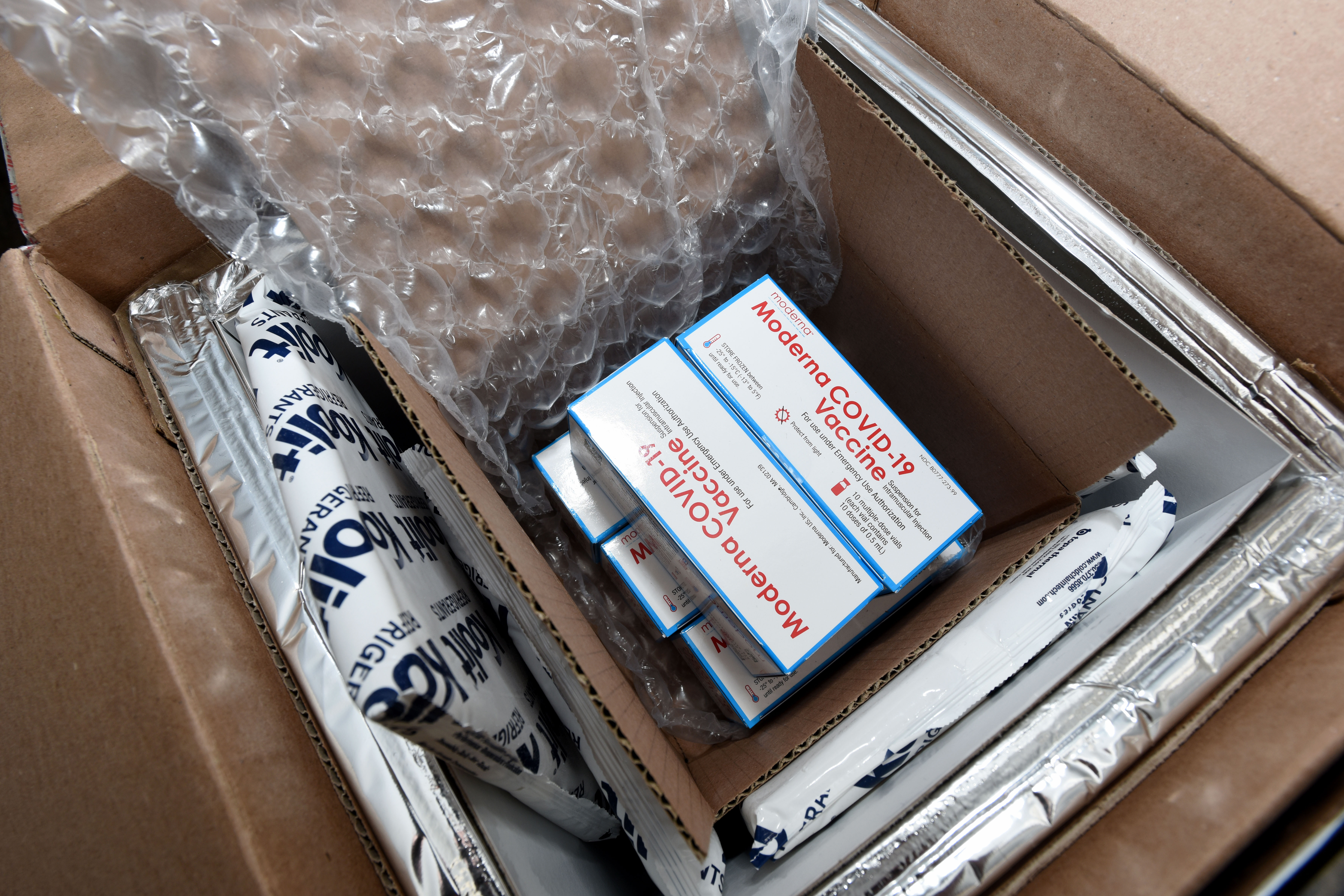
Scatola isolata termicamente contenente i vaccini con impacchi freddi

Moderna si affida a società e organizzazioni esterne che operano su licenza per aumentare la produzione del vaccini: ha stipulato un contratto con Lonza Group per la produzione del vaccino presso le strutture di Portsmouth negli USA e Visp, in Svizzera. Per il riempimento e confezionamento delle fiale, Moderna ha stipulato contratti con Catalent negli Stati Uniti e Laboratorios Farmacéuticos Rovi in Spagna.
Il 18 dicembre 2020, mRNA-1273 ha ricevuto l'autorizzazione per l'uso in casi emergenzali dalla Food and Drug Administration degli Stati Uniti. In seguito ne è stato autorizzato l'uso in Canada dal 23 dicembre 2020.
Il 6 gennaio 2021 è stato autorizzato al commercio in Unione europea dall'Agenzia europea per i medicinali; si tratta del secondo vaccino anti COVID-19 a essere autorizzato per la somministrazione in Europa, dopo quello Pfizer-BioNTech.
A fine 2020 Moderna ha ottenuto degli accordi di acquisto del suo vaccino con l'Unione europea per 160 milioni di dosi e con il Canada per un massimo di 56 milioni di dosi.
Il vaccino è risultato efficace al 95% dopo le due prime dosi con un calo a 6 mesi, pur mantenendo una protezione del 40% riferita all'evoluzione grave della malattia. Da cui la necessità di una terza dose. Durante il periodo di massimo effetto vaccinale, sfiora il 100% nel prevenire le infezioni gravi e i decessi.
Il 25 ottobre 2021 il comitato per i medicinali per uso umano dell'Agenzia europea per i medicinali ha concluso che si può prendere in considerazione la somministrazione di una dose di richiamo di Spikevax almeno sei mesi dopo la seconda dose per le persone di età pari o superiore a 18 anni.

## Problemi di contaminazione dei lotti
Il 25 agosto 2021 il ministero della sanità giapponese ha sospeso "in via precauzionale" la somministrazione di 1,6 milioni di dosi di vaccino Moderna dopo il rinvenimento di alcuni lotti di fiale "contaminate". Il ministero ha reso noto che dal 16 agosto scorso, in otto siti di vaccinazioni, sono state rinvenute sostanze 'estranee'. I funzionari affermano che le sostanze estranee sono sotto forma di particelle e si ritiene che siano metalliche poiché sono attratte da un magnete. Takeda Pharmaceutical, che vende e distribuisce il vaccino in Giappone, ha affermato che Moderna ha sospeso tre lotti: 3004667, 3004734 e 3004956 mentre si indaga su un eventuale problema nella produzione affermando che sarebbe avvenuta in un sito della Laboratorios Farmaceuticos Rovi in Spagna. Il 1 settembre 2021 il ministero della salute del Giappone ha comunicato che il contaminante nelle fiale di vaccino Moderna è acciaio inossidabile.
L'8 aprile 2022 Moderna ha dichiarato il ritiro di 764.900 dosi del suo vaccino prodotte da Rovi dopo che una fiala è stata trovata contaminata da un corpo estraneo. Le fiale sono state distribuite in Norvegia, Polonia, Portogallo, Spagna e Svezia in gennaio. La casa farmaceutica non ha comunicato cosa è stato trovato nella fiala e che la contaminazione è stata trovata in una sola fiala ed è stato ritirato l'intero lotto 000190A per "eccesso di cautela". Il 12 aprile è stato comunicato che la causa della contaminazione era la presenza di una zanzara.

## Composizione
Flaconcino multidose contenente 10 dosi da 0,5 mL. Una dose (0,5 mL) contiene 100 microgrammi di RNA messaggero (mRNA) (inseriti in nanoparticelle lipidiche contenenti il lipide SM-102). RNA messaggero (mRNA) a singola elica con capping in 5’, prodotto mediante trascrizione in vitro senza l’ausilio di cellule (cell-free) dai corrispondenti DNA stampo, che codifica per la proteina virale spike (S) del SARS-CoV-2.
Elenco degli eccipienti:
- Lipide SM-102
- Colesterolo
- 1,2-distearoil-sn-glicero-3-fosfocolina (DSPC)
- 1,2-dimiristoil-rac-glicero-3-metossipolietilenglicole-2000 (PEG2000 DMG)
- Trometamolo
- Trometamolo cloridrato
- Acido acetico
- Sodio acetato triidrato
- Saccarosio
- Cloruro di potassio
- Acqua per preparazioni iniettabili

## Effetti collaterali
Le reazioni più frequentemente segnalate sono rappresentate da febbre, dolore in sede di iniezione, stanchezza/astenia, brividi e malessere generale. In ordine di frequenza, circa il 35% circa di tutti gli eventi segnalati rientra fra le patologie del sistema muscolo-scheletrico e del tessuto connettivo, soprattutto mialgie, artralgie e dolore all'arto vaccinato. Seguono le patologie del sistema nervoso (32% circa di tutti gli eventi segnalati), prevalentemente costituite da cefalea, parestesie agli arti e capogiro, le patologie gastro-intestinali (25% circa di tutti gli eventi segnalati), più frequentemente nausea, vomito e diarrea. Gli eventi avversi gravi correlabili più comunemente segnalati sono l'iperpiressia, i dolori articolari e i dolori muscolari.
Il 19 luglio 2021 l'AIFA pubblica una nota informativa di aggiornamento importante sul rischio di miocardite e di pericardite osservati dopo la vaccinazione con i vaccini mRNA anti COVID-19 Comirnaty e Spikevax. I casi si sono verificati principalmente nei 14 giorni successivi alla vaccinazione, con maggior frequenza dopo la seconda dose e nei giovani di sesso maschile.Tuttavia, i casi di questo genere registrati nello Spazio economico europeo sono stati in totale 38 su circa 20 milioni di dosi somministrate.
Il 6 ottobre 2021 le autorità di Svezia e Danimarca hanno deciso di sospendere la somministrazione del vaccino Moderna per la popolazione con meno di 30 anni e meno di 18 anni a causa di possibili rischi di infiammazione cardiaca. Una decisione simile è stata presa anche dalla Norvegia e dalla Finlandia, con sospensione del vaccino per la popolazione under 30. Per gli stessi motivi, l'Islanda ha deciso di sospendere la somministrazione del vaccino Moderna per tutte le età.
A novembre Francia e Germania hanno sospeso la somministrazione del vaccino Moderna agli under-30.
L'8 novembre 2021 la rivista scientifica Circulation pubblica il risultato di uno studio evidenziando che i vaccini a mRNA aumentano notevolmente l'infiammazione sull'endotelio e l'infiltrazione di cellule T del muscolo cardiaco e possono spiegare l'aumento della trombosi, cardiomiopatie e altri eventi vascolari successivi alla vaccinazione.
Il 18 novembre 2021 il Journal of Endocrinological Investigation pubblica lo studio di una tiroidite subacuta conosciuta anche come tiroidite di De Quervain successiva alla vaccinazione.
Il 16 dicembre 2021 la rivista AACE Clinical Case Reports pubblica lo studio di un paziente con evidenza sintomatica di tiroidite subacuta successiva alla vaccinazione.
Nel febbraio 2022 l'AIFA pubblica il rapporto annuale sulla sicurezza dei vaccini anti-COVID-19.
Al 9 aprile 2022 la banca dati europea delle segnalazioni di sospette reazioni avverse ai farmaci segnala 273.723 sospetti eventi avversi, il 68,8% delle reazioni è riferita a individui di sesso femminile. I principali Paesi europei con il più alto numero di casi segnalati dopo la somministrazione del vaccino sono: Germania 47.4347, Olanda 45.054, Francia 25.709, Italia 17.997, Spagna 14.169, Austria 8.388, Danimarca 8.166,, Norvegia 5.944, Svezia 5.087, Belgio 4.450 e Portogallo 3.077. Tra gli eventi avversi, sono registrate 39 reazioni al vaccino con esito fatale. Al 1 aprile 2022, il Vaccine Adverse Event Reporting System negli Stati Uniti segnala 54.228 eventi avversi gravi.